# Rezj (stad)
Rezj (Russisch: Реж) is een Russische stad ten oosten van de Oeral in de Centrale Oeral aan de gelijknamige rivier Rezj (zijrivier van de Toera) op 83 kilometer ten noordoosten van Jekaterinenburg. De stad staat onder jurisdictie van de oblast en is het bestuurlijk centrum van het district Rezjevskoj.

## Geschiedenis
De plaats werd gesticht in 1773 toen er een ijzersmelterij en ijzerverwerkingsfabriek werd gebouwd door mijnbouwmagnaat Savve Jakovlev. Tot 1917 stond de stad bekend vanwege haar artistieke smeedwerk. In 1943 kreeg Rezj de status van stad.

## Economie en transport
Rezj heeft een nikkelfabriek, machinefabriek, chemische fabriek, naaifabrieken en 2 houtkapbedrijven. Er bevindt zich een dagbouwonderneming voor het delven van graniet. Rezj heeft relatief veel delfstoffen; naast graniet en nikkel zijn er ook een groot aantal soorten koperertsen en een aantal edelsteensoorten (in de Rezjrivier) aangetroffen.
In de buurt van de stad wordt landbouw bedreven. De belangrijkste gewassen zijn graan (voor veevoer), aardappelen en groentes. Ook wordt er melkvee gehouden.
Rezj heeft een spoorverbinding met onder andere Jekaterinenburg en Irbit. De belangrijkste nabijgelegen plaatsen zijn Artjomovski, Alapajevsk, Nevjansk, Verchotoerje en Irbit.

## Demografie
| Jaar      | 1959   | 1970   | 1979   | 1989   | 2002   |
| Bevolking | 21.300 | 29.900 | 37.900 | 43.400 | 39.900 |